# DI de la Creu del Sud
DI de la Creu del Sud (DI Crucis) és un estel a la constel·lació de la Creu del Sud de magnitud aparent +10,8. S'hi localitza a 55 minuts d'arc al nord de θ² Crucis. És membre de la llunyana associació estel·lar Cru OB4, associació de tipus O distant 4.000 parsecs o 13.000 anys llum del sistema solar.

## Característiques
DI Crucis és un estel de Wolf-Rayet de tipus espectral WN3pe. El seu espectre es caracteritza per la presència de línies fortes de NV i HeII i per l'absència d'hidrogen. Encara que al passat va ser considerada una binària de baixa massa emissora de raigs X o un estel V Sagittae, avui la seua naturalesa Wolf-Rayet és inqüestionable.
Els paràmetres físics de DI Crucis són tots estimats. Té una temperatura efectiva de 90.210 K i una lluminositat 500.000 vegades superior a la lluminositat solar. Amb una massa 18 vegades major que la del Sol, té un radi equivalent a 2,9 vegades el radi solar. La velocitat terminal del seu vent estel·lar aconsegueix els 2.450 km/s, perdent massa a raó 4 × 10-6 vegades la massa solar cada any.
DI Crucis és una coneguda font de rajos X, aspecte aquest que va ser descobert per l'Observatori Einstein. La seva lluminositat en rajos X, entre 0,2 i 10,0 keV, és de 7,7 × 10³² erg/s. El seu espectre de rajos X està dominat per una component tova però també s'aprecia una component dura per sobre de 3 keV, similar al d'altres estels WN.

## Possible companya estel·lar
Hom pensa que DI Crucis pot ser un sistema binari, en el qual un estel de tipus OB acompanya a l'estel de Wolf-Rayet. Comparant les línies d'heli de l'espectre de DI Crucis amb les de WR 152 -estel WN solitari- s'ha especulat que el tipus espectral del company siga B7V.
El període orbital del sistema seria de 0,3113 dies.

## Variabilitat
DI Crucis exhibeix una variabilitat molt complexa en escales de temps relativament curtes d'unes poques hores. En el passat s'han observat canvis periòdics però intermitents en la velocitat radial, així com múltiples períodes fotomètrics. S'ha proposat que aquest comportament a curt termini siga per pulsacions no radials, a modulació rotatòria ràpida, o estiga motivat per la presència d'un company de baixa massa.
Així mateix, l'estudi de DI Crucis en l'ultraviolat llunyà ha permès constatar variacions significatives en escales de temps d'unes vuit hores, que també es manifesten en llum ultraviolada i a la regió de rajos X.